# Поуп, Карли
Ка́рли По́уп (англ. Сarly Pope; 28 августа 1980, Ванкувер, Британская Колумбия, Канада) — канадская актриса и кинопродюсер.

## Биография
Карли Поуп родилась 28 августа 1980 года в Ванкувере (провинция Британская Колумбия, Канада) в семье итальянского, ирландского и югославского происхождения. У Карли есть два брата — старший-актёр Крис Поуп (род.1976) и младший Александр Поуп.
Карли дебютировала в кино в 1996 году, сыграв роль в короткометражном фильме «Руководство девушек для поцелуев и других ночных кошмаров в Тинленде». В 2001 году Поуп сыграла роль Таши в фильме «Стеклянный дом». Всего она сыграла в 66-ти фильмах и телесериалах. Также является кинопродюсером.

## Избранная фильмография
| Год       |   | Русское название | Оригинальное название | Роль           |
| --------- | - | ---------------- | --------------------- | -------------- |
| 2016—2017 | с | Стрела           | Arrow                 | Сьюзан Уильямс |